# Julio Barraza
Julio Eduardo Barraza (Santa Fe, Santa Fe, Argentina, 4 de marzo de 1980) es un exfutbolista argentino, considerado uno de los mejores laterales derechos en la historia del Club Atlético Banfield e ídolo del club que lo vio campeón en 2009. Actualmente es parte del cuerpo técnico de las divisiones formativas del Club Atlético Banfield

## Trayectoria
Su carrera formativa fue en el club Pucara de Santa Fe uno de los mejores clubes amateurs de la Liga Santafesina. Comenzó su carrera profesional en el Club Atlético Banfield de la provincia de Buenos Aires, donde se desempeñó desde año 2001 hasta mediados del año 2011. El 13 de diciembre de 2009 se coronó campeón del Torneo Apertura 2009 de la Primera División de Argentina con el Club Atlético Banfield, siendo uno de los jugadores fundamentales para la conquista del campeonato.
El 21 de junio de 2011, es trasferido al Club Atlético Colón para disputar el Torneo Apertura 2011 club del cual es hincha. Con poco lugar en el conjunto santafesino, en febrero de 2013 se convierte en nuevo jugador de Argentinos Juniors a donde llegó como jugador libre.
El 9 de julio de 2014 se completa su transferencia al Club Mutual Crucero del Norte, para disputar el ascenso a Primera División, que sería conseguido posteriormente.
El 21 de enero de 2016 firma por Guarani Antonio Franco para disputar el Torneo Federal A. En 2017 se retiró como jugador profesional y pasó a formar parte del cuerpo técnico de las divisiones formativas de Banfield.

## Clubes
| Club                   | País      | Año         |
| ---------------------- | --------- | ----------- |
| Banfield               | Argentina | 2001-2011   |
| Colón                  | Argentina | 2011-2012   |
| Argentinos Juniors     | Argentina | 2013 - 2014 |
| Crucero del Norte      | Argentina | 2014 - 2015 |
| Guarani Antonio Franco | Argentina | 2016 - 2017 |

## Partidos
| Club                          | PJ  | G |
| ----------------------------- | --- | - |
| Club Atlético Banfield        | 210 | 5 |
| Colón                         | 12  | 0 |
| Argentinos Juniors            | 36  | 3 |
| Club Mutual Crucero del Norte | 28  | 1 |
| Guarani Antonio Franco        | 23  | 1 |

## Palmarés

### Campeonatos nacionales
| Título / Logro             | Club                   | País      | Año      |
| -------------------------- | ---------------------- | --------- | -------- |
| Primera División           | Club Atlético Banfield | Argentina | A - 2009 |
| Ascenso a Primera División | Club Crucero del Norte | Argentina | 2014     |